# Channel Islands (Kalifornie)
Channel Islands je skupina osmi ostrovů v Tichém oceánu západně od Los Angeles. Jsou součástí okresů Santa Barbara County, Ventura County a Los Angeles County ve státě Kalifornie, od pevniny je odděluje průliv Santa Barbara Channel, který měří v nejužším místě 30 km. Souostroví má celkovou rozlohu 908,8 km² a žije zde přibližně 4600 obyvatel, z toho většina ve městě Avalon na ostrově Santa Catalina.

## Seznam ostrovů
Počet obyvatel dle sčítání lidu 2000, s výjimkou ostrova Santa Catalina (sčítání 2010).
- Severní Channel Islands
  - Anacapa: 2,95 km², 3 obyvatelé, Ventura County
  - San Miguel: 37,74 km², neobydlený, Santa Barbara County
  - Santa Cruz: 249,95 km², 2 obyvatelé, Santa Barbara County
  - Santa Rosa: 215,27 km², 2 obyvatelé, Santa Barbara County
- Jižní Channel Islands
  - San Clemente: 147,13 km², 300 obyvatel (příslušníci a civilní zaměstnanci US Navy), Los Angeles County
  - San Nicolas: 58,93 km², 200 obyvatel (příslušníci a civilní zaměstnanci US Navy), Ventura County
  - Santa Barbara: 2,63 km², neobydlený, Santa Barbara County
  - Santa Catalina: 194,19 km², 4096 obyvatel, Los Angeles County

## Přírodní poměry

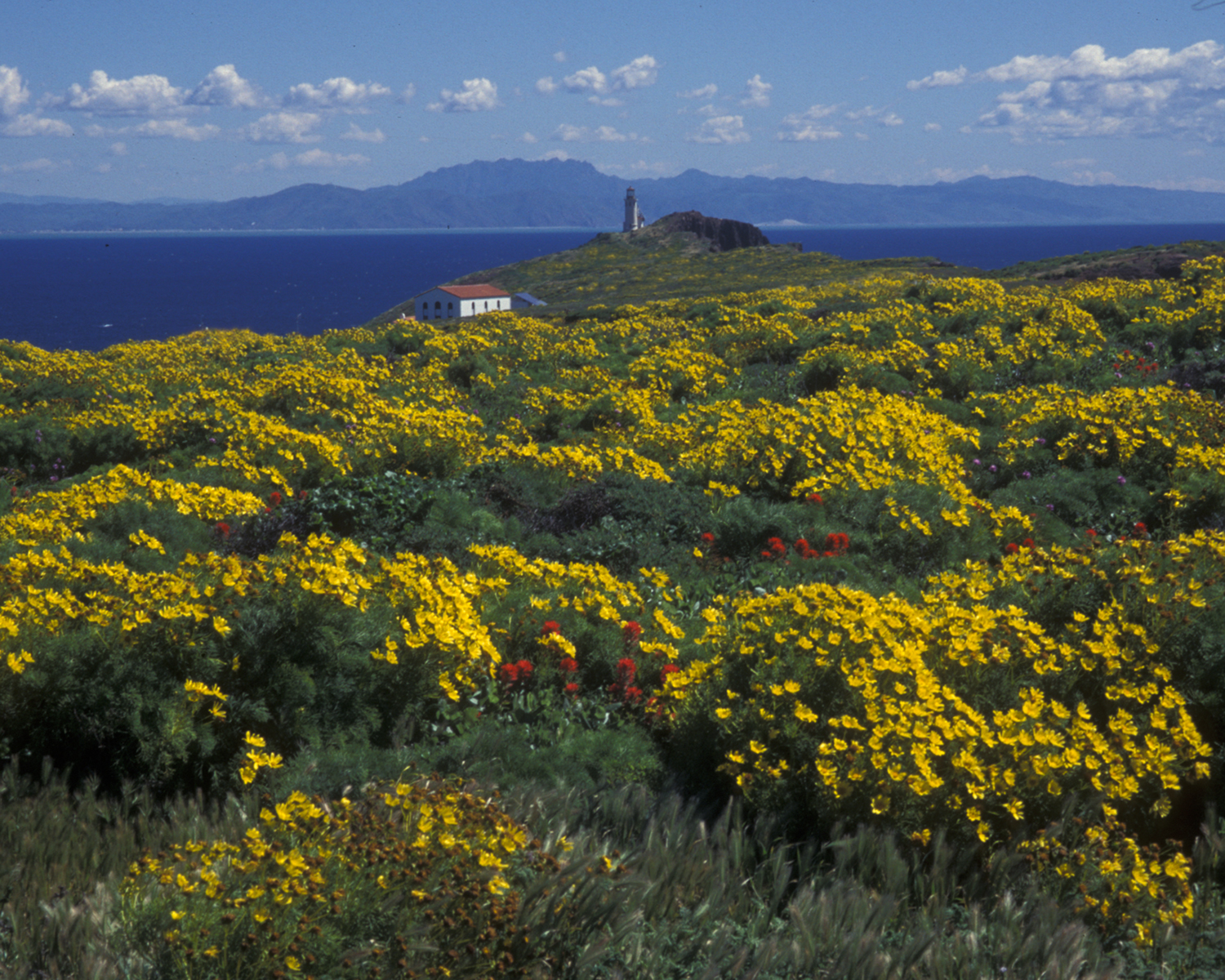
Porost krásnoočka na ostrově Anacapa

Ostrovy mají subtropické klima, patří k nemnoha oblastem USA, kde se nevyskytuje sníh a mráz. Povrch je členitý, nejvyšší bodem je Devils Peak na ostrově Santa Cruz (740 m n. m.). Vegetaci tvoří tvrdolistý suchomilný keřový porost zvaný chaparral. Vzácnými místními rostlinami jsou borovice Torreyova, slézovec Lavatera assurgentiflora a krásnoočko Coreopsis gigantea. Okolní moře je bohaté na řasy Macrocystis pyrifera. Mořskou faunu tvoří lachtan kalifornský, plejtvákovec šedý, mnohopilák velký, siba kalifornská a další druhy. Hnízdí zde množství ptáků, například racek západní, buřňáček popelavý, ťuhýk americký nebo endemická sojka ostrovní. Izolovanost ostrovů dala vzniknout formám savců, které jsou příkladem ostrovního nanismu, jako liška ostrovní, skunk Spilogale gracilis amphiala nebo vyhynulý mamut trpasličí. Jako na posledním místě se zde ve volné přírodě udržel mločík červovitý. Unikátní ekosystém je předmětem zákonné ochrany: v roce 1980 byl na pěti severních ostrovech vyhlášen Channel Islands National Park a v okolním oceánu Channel Islands National Marine Sanctuary.

## Historie

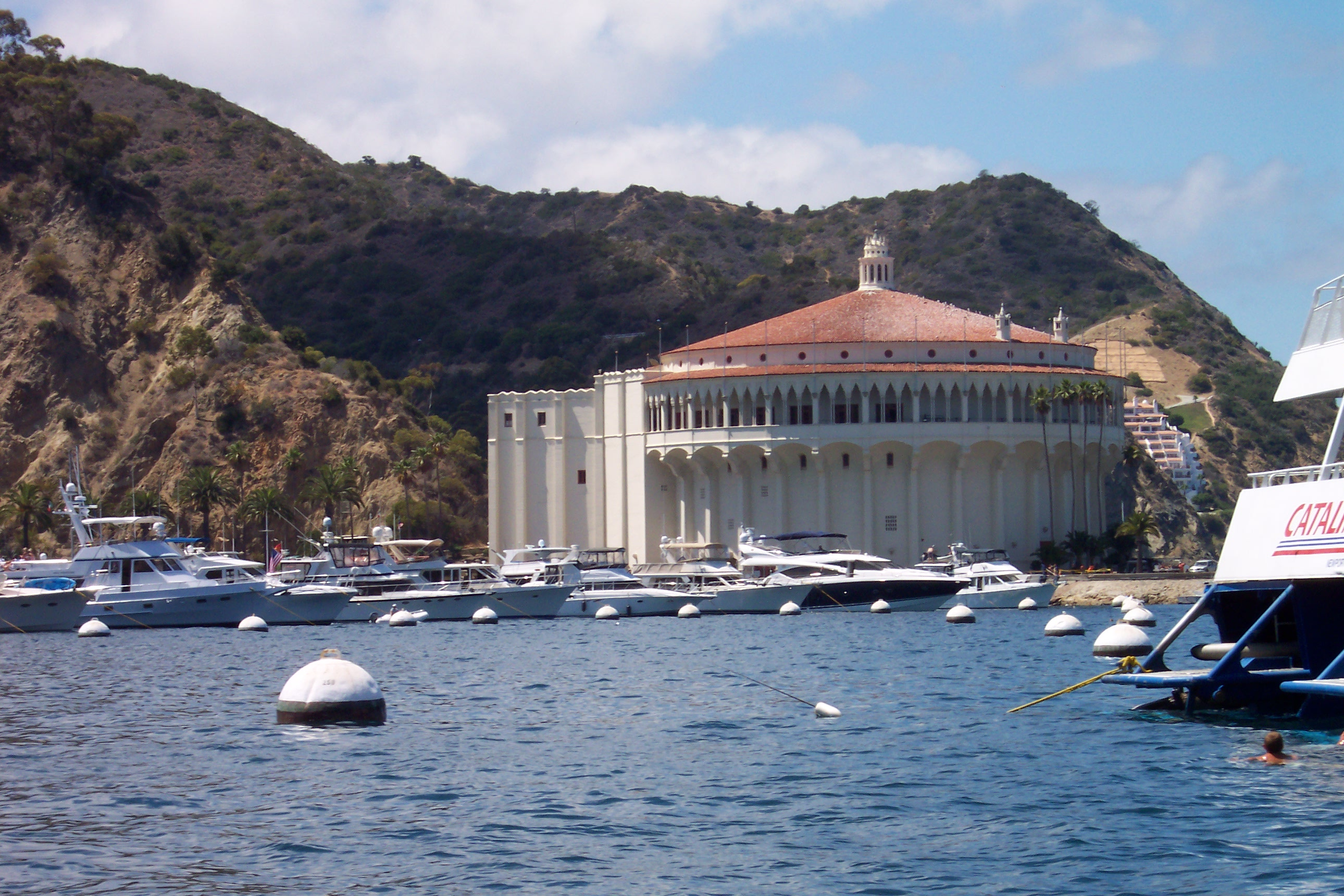
Přístav v Avalonu

Původními obyvateli byli Indiáni kmene Tongva, kteří žili převážně z rybolovu a těžby přírodních živic používaných při stavbě lodí. Počátkem 19. století ostrovy obsadili Mexičané a od roku 1852 jsou součástí USA (Smlouva z Guadalupe Hidalgo však ostrovy výslovně nezmiňuje, což vedlo v sedmdesátých letech ke zpochybnění amerického nároku hispanoamerickými aktivisty před Mezinárodním soudním dvorem). Noví usedlíci provozovali převážně zemědělství, zavlečená prasata a kozy výrazně poškodila původní přírodu, po vyhlášení národního parku bylo proto rozhodnuto o likvidaci nepůvodních druhů. Za druhé světové války souostroví obsadilo americké vojsko, ostrovy San Nicolas a San Clemente jsou dosud vojenskou základnou a veškeré obyvatelstvo tvoří vojenský personál, ostatní slouží převážně jako turistická destinace.

## V kultuře
Život původních obyvatel a jejich boje s aleutskými lovci mořských savců popisuje Scott O'Dell v románu Ostrov modrých delfínů, který byl také zfilmován.